# Pirates II: Stagnetti’s Revenge
Pirates II: Stagnetti’s Revenge ist ein Piratenfilm-Porno aus dem Jahr 2008. Es ist der Nachfolger des preisgekrönten Pirates und orientiert sich ebenfalls am Hollywoodfilm Fluch der Karibik. Produziert wurde der Film von der amerikanischen Pornofilmgesellschaft Digital Playground.
Der Film und seine Darsteller konnten zahlreiche AVN Awards gewinnen. Mit einem Budget von etwa 8 Mio. US-Dollar ist es der teuerste Pornofilm aller Zeiten.

## Handlung

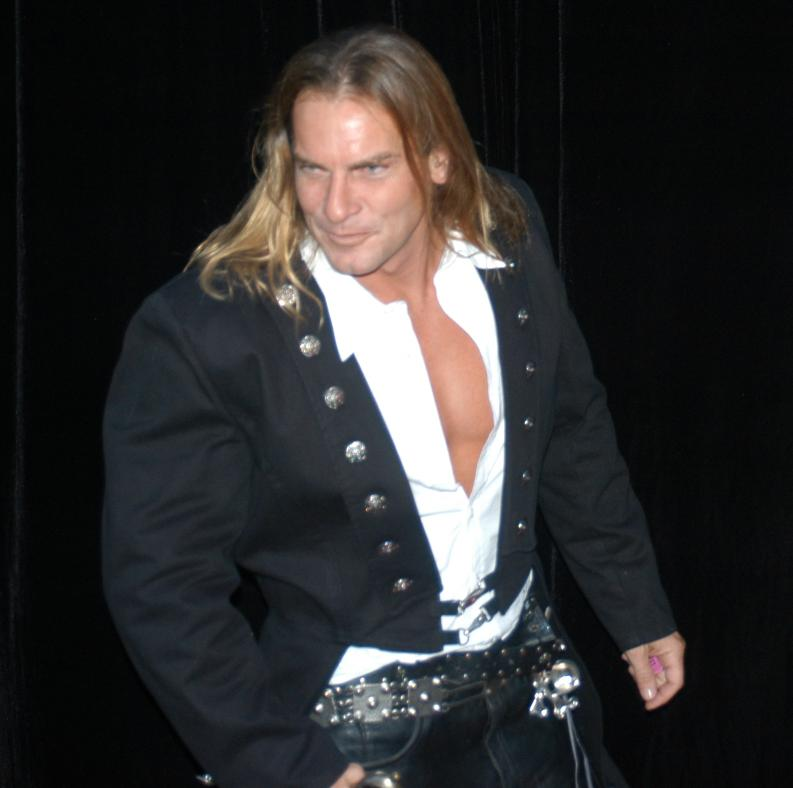
Evan Stone spielte den „Piratenjäger“ Edward Reynolds auch im zweiten Teil

Die Piratenmannschaft unter der Führung der schwarzen chinesischen Kaiserin und Hexe Xifeng greift ein britisches Schiff an, auf dem sich ein Bischof aufhält, der in seinem Magen einen Zauberstein aufbewahrt. Die Hexe erreicht ihr Ziel und nimmt den Stein in ihren Besitz. Sie hat vor damit den gefürchteten Piraten Victor Stagnetti wieder zum Leben zu erwecken.
Währenddessen prahlt Kapitän Edward Reynolds vor seiner treuen Begleiterin Jules mit seinem Sieg über den gefürchteten Piraten Victor Stagnetti. Er hat eine neue Besatzung für sein Schiff zusammengestellt, darunter Ai Chow, die Schwester des Kanoniers Wu Chow und Olivia, die Serenas Cousine ist, die sich, nachdem Stagnetti sie gnadenlos verriet, den Piratenjägern angeschlossen hatte (siehe Pirates).
Olivia informiert die Crew darüber, dass der Gouverneur von Jamaika die Verhaftung von Serena angeordnet hat und Olivia nur deshalb an Bord kam, um die Crew vor Feinden zu schützen und Edward und Jules davon zu überzeugen, um Serenas Begnadigung zu bitten. Als sie schließlich nach Jamaika reisen und Gouverneur Lyttelton um Begnadigung von Serena bitten, interessiert er sich mehr für Jules‘ Aussehen als für alles andere. Sie überzeugen den Gouverneur, der sie zunächst auf eine Mission schickt, um die Piratengruppe der Chinesin Xifeng zu töten und derer verborgenen Schatz zu finden.
Olivia und Jules haben einen holprigen Start in ihre Freundschaft, enden aber schließlich in einer heißen Lesbenerfahrung. Angekommen auf Tortuga trifft Edward während einer Sklavenauktion auf Takvor den armenischen Goldpiraten und wird eingeladen, an einer Orgie mit Bauchtänzerinnen und Sklavinnen teilzunehmen.
Währenddessen wird Jules von der chinesischen Piratenkaiserin Xifeng gefangen genommen und ihr wird eine Flüssigkeit verabreicht, die ihr die Kontrolle über Jules‘ Körper und Geist gibt. Xifeng benutzt Jules, um Edward zu verführen und zu fangen. Dann muss er gegen eine riesige Schnecke kämpfen, doch Olivia rettet ihn in letzter Minute. Nachdem treffen sie auf Maria, die Olivia bei dem Plan Edward zu befreien geholfen hat. Olivia informiert ihren Kapitän darüber, dass Xifeng vorhabe, Stagnetti wiederzubeleben. Maria, die sich den beiden anschließt, erklärt in einem persönlichen Gespräch mit Edward, dass sie ebenfalls schon seit 3 Jahren nach Stagnetti suche, da sie noch eine „offene Rechnung“ mit dem Piratenkapitän zu begleichen hat. Er entführte damals ihre Schwester und verkaufte sie als Liebessklavin. Anschließend bekommt Edward Besuch von zwei seiner Matrosinnen, die die Geschichte, wie er den mächtigen Piratenkapitän Stagnetti besiegen konnte, aus seinem Munde hören wollen. Erfreut erzählt Edward, übertreibt ein wenig, um die Mädchen zu beeindrucken und hat danach einen flotten Dreier.
Xifeng schafft es, Victor Stagnetti wieder zum Leben zu erwecken. Letzterer wird aus dem Meer emporgehoben. Er und Xifeng machen einen Dreier mit ihrer neuen Dienerin Jules, die ihnen gerne gehorcht. Als danach die Piratenjäger das Schiff von Xifeng einholen, müssen Edward und Olivia eine Schar untoter Skelette bekämpfen, die Stagnetti herbeiruft. Während des übernatürlichen Kampfes beschwört Stagnetti auch noch ein Seeungeheuer. Olivia entert das Piratenschiff und trifft auf die Hexe Xifeng. Derweilen bringt Kanonier Wu Chow das Seeungeheuer mit einem Schiffsgeschütz zur Strecke. Olivia kämpft in einem Schwertkampf gegen Xifeng, schlägt ihr den Kopf ab und besiegt sie. Anschließend richtet sie ihr Augenmerk auf Stagnetti, doch Jules tritt dazwischen. Nun muss Olivia auch gegen die vergiftete Jules kämpfen, bis Stagnetti eingreift und beide besiegt. Wieder einmal kommt Edward zur Rettung und fordert seinen Titel als „der größte Piratenjäger, der je gelebt hat“ zurück. Die Piratenjäger besiegen die Hexenbande, doch Stagnetti gelingt die Flucht.
Anschließend genießt Marco einen Dreier mit seiner frischverlobten Ai Chow und Jules. Die Crew ist auf dem Weg nach Kingston, um bei Gouverneur Lyttelton um für die Begnadigung von Serena zu bitten. Während Edward einen Brief schreibt, kommen Olivia und Maria herein, um sich persönlich bei ihrem Kapitän für die Rettung ihres Lebens zu bedanken. Olivia erklärt, dass sie nicht nach Jamaika segeln sollten, sondern direkt nach Shibalba Island aufbrechen müssen, da der Gouverneur Serena nicht begnadigen wird und diese sich dort in Gefangenschaft befinde. Mit leidenschaftlichem Sex überzeugen sie ihn schließlich und Edward lässt in der letzten Szene des Films von Jules die Richtung nach Shibalba Island ändern.

## Hintergründe
Am 21. September 2008 kam der Film als DVD und Blu-ray als Direct-to-Video-Publikation auf den Markt. Bereits nach einer Woche waren 240.000 Stück davon verkauft worden. Später erschien auch eine Vier-DVD-Box als „Collector's Edition“ mit Bonusmaterial und Interviews mit den Darstellern. Wie zuvor beim ersten Teil realisierte Digital Playground auch eine geschnittene Fassung, um von der MPAA eine R-Einstufung zu erhalten. Diese ist separat erhältlich.
Der Film feierte seine Kinopremiere am 27. September 2008. Digital Playground wählte dazu das altehrwürdige Orpheum Theatre am Broadway in Downtown, Los Angeles. Zur Premiere erschienen auch zahlreiche Pornostars, die in dem Film mitwirkten.
Pirates II: Stagnetti’s Revenge endet mit einem sogenannten Cliffhanger.

## Kontroverse
Pirates II: Stagnetti’s Revenge wurde Teil einer Kontroverse, als die Studentenvereinigung der University of Maryland, College Park beabsichtigte, den Film zu zeigen. Nachdem Staatssenator Andrew P. Harris eine Haushaltsänderung vorgeschlagen hatte, um allen Institutionen, die pornografische Filme ausstrahlen, sämtliche öffentliche Mittel zu entziehen, kündigte die Universität an, dass sie die Vorführung verbieten werde. Wäre man der Forderung des Senators nicht nachgekommen, so hätte die Universität auf Gelder in Höhe von 424 Millionen US-Dollar verzichten müssen.
Die Studenten zeigten unter Protest den Film trotzdem am Abend des 6. April 2009 in einem Hörsaal auf dem Campus, nach Rücksprache mit der Foundation for Individual Rights in Education und veranstalteten dazu eine Podiumsdiskussion über die First Amendment-Rechte. Die neue Vorführung wurde von der Student Power Party organisiert; zweihundert Studenten sowie Verwaltungsbeamte, Professoren und zahlreiche Medien waren bei der Vorführung anwesend. Der Film wurde ohne Kontroversen auch an anderen Colleges gezeigt, darunter an der University of California, Davis, der University of California, Los Angeles, der Carnegie Mellon University und der Tulane University.

## Kritiken
„Pirates 2 ist eine runderherum runde Sache und es bleibt zu hoffen, dass nicht wieder Jahre ins Land ziehen, bis ein Film rauskommt, der es verdient in die Riege unserer pornografischen Empfehlungen aufgenommen zu werden.“

„Pirates II is definitely a good adult film; watch at your own risk.“

## Auszeichnungen
- 2009: XBIZ Awards – Movie of the Year[14]
- 2009: Erotixxx Award – Best US Film[15]
- 2009: F.A.M.E. Award – Favorite Feature Movie[16]
- 2009: XRCO Award – Best Epic[17]
- 2009: XRCO Award – Most Outrageous Extras[17]
- 2009: Hot d’or – Best American screenplay[18]
- 2009: AVN Award – Best All-Girl Couples Sex Scene[19]
- 2009: AVN Award – Best Art Direction[19]
- 2009: AVN Award – Best DVD Extras[19]
- 2009: AVN Award – Best Editing[19]
- 2009: AVN Award – Best Special Effects[19]
- 2009: AVN Award – Best Video Feature[19]
- 2009: AVN Award – Best Videography[19]
- 2010: AVN Award – Best Selling & Renting Title of the Year[20]

und andere (insgesamt 24)